# Bajit Fávrrátjávri
Bajit Fávrrátjávri, som tidigare hade det finskspråkiga namnet Pikku Faruoutijärvi, är en sjö i Gällivare kommun i Lappland och ingår i Kalixälvens huvudavrinningsområde. Sjön har en area på 0,155 kvadratkilometer och ligger 704,1 meter över havet.
Bajit betyder överst och syftar på att sjön ligger högre än den nedströms liggande Vuolip Fávrrátjávri.

## Delavrinningsområde
Bajit Fávrrátjávri ingår i det delavrinningsområde (751525-165390) som SMHI kallar för Ovan Vuotkajåkka. Medelhöjden är 771 meter över havet och ytan är 91,37 kvadratkilometer. Räknas de 2 avrinningsområdena uppströms in blir den ackumulerade arean 149,45 kvadratkilometer. Dierddujohka som avvattnar avrinningsområdet har biflödesordning 2, vilket innebär att vattnet flödar genom totalt 2 vattendrag (Kaitumälven (Gáidumeatnu), Kalixälven) innan det når havet efter 375 kilometer. Avrinningsområdet består mestadels av kalfjäll (93 %). Avrinningsområdet har 0,48 kvadratkilometer vattenytor vilket ger det en sjöprocent på 0,5 %.